# Cleistes elongata
Cleistes elongata är en orkidéart som beskrevs av Pansarin och Fábio de Barros. Cleistes elongata ingår i släktet Cleistes, och familjen orkidéer. Inga underarter finns listade i Catalogue of Life.